# 安東尼亞第懸崖

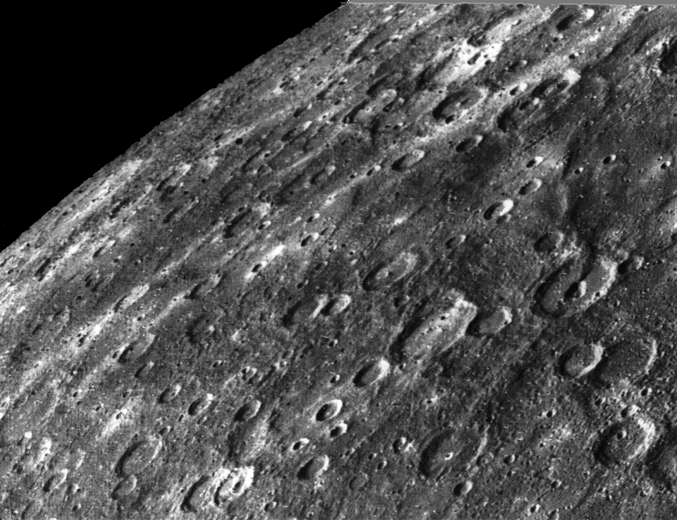
水手10號拍攝的本影像右側可見到安東尼亞第懸崖

安東尼亞第懸崖（Antoniadi Dorsum）是一個水星上的懸崖，位於 25°06′N 30°30′W / 25.1°N 30.5°W。國際天文聯會將該懸崖以知名希臘裔法國天文學家歐仁·米歇爾·安東尼亞第命名。

## 外部連結
- Planetary Names: Dorsum, dorsa: Antoniadi Dorsum on Mercury